# Entocythere internotalus
Entocythere internotalus är en kräftdjursart som beskrevs av Crawford 1959. Entocythere internotalus ingår i släktet Entocythere och familjen Entocytheridae. Inga underarter finns listade i Catalogue of Life.